# Fond národního majetku České republiky
Jako Fond národního majetku České republiky, zvaný též jenom Fond národního majetku nebo zkratkou FNM, se označoval státní účelový fond České republiky zřízený za účelem technické realizace jednotlivých privatizačních rozhodnutí a dočasné správy státních podílů určených k postupné privatizaci. Fond vznikl a fungoval dle zákona České národní rady č. 171/1991 Sb. ze dne 23. dubna 1991, o působnosti orgánů České republiky ve věcech převodů majetku státu na jiné osoby a o Fondu národního majetku České republiky. Zrušen byl od 1. ledna 2006 zákonem č. 178/2005 Sb. ze dne 28. dubna 2005, o zrušení Fondu národního majetku České republiky a o působnosti Ministerstva financí při privatizaci majetku České republiky (zákon o zrušení Fondu národního majetku).

## Historie
FNM neměl pravomoc rozhodovat o způsobu privatizace státního majetku. Jeho hlavním úkolem byla realizace privatizačních projektů na základě rozhodnutí o privatizaci vydaných Ministerstvem financí ČR (dříve Ministerstvem pro správu národního majetku a jeho privatizaci ČR) či usnesením vlády ČR. V případě přímého prodeje majetku předem určenému nabyvateli fond připravil a uzavřel kupní smlouvu, v případě prodeje majetku ve veřejné dražbě nebo veřejné obchodní soutěži zabezpečil jejich přípravu a průběh atd. Pokud se privatizace prováděla vložením státního majetku do akciových společností a následným prodejem jejich akcií, byl fond nejprve zakladatelem akciové společnosti, potom jejím hlavním akcionářem a nakonec akcie těchto společností prodával nebo převáděl.
V roce 2003 bylo rozhodnuto o transformaci fondu, který už do té doby prodal většinu majetku ve vlastnictví státu. Během transformace fond prodal zbývající část majetku (společnosti ČEZ a Český Telecom), propustil třetinu zaměstnanců a upravil organizační strukturu. K 1. lednu 2006 byl pak fond zrušen, působnost fondu přešla na Ministerstvo financí; finanční prostředky z fondu spravuje ministerstvo na zvláštním účtu, které nejsou součástí státního rozpočtu; tento majetek smí být použit pouze na specifické účely (např. úhrady privatizačních nákladů, nápravu ekologických škod atp.). V roce 2018 však byla schválena novela, na základě které je možno tento majetek bez dalších podmínek také převést do státního rozpočtu; část opozice tuto změnu kritizovala jako špatné hospodaření. Hned v březnu 2019 takto vláda do rozpočtu převedla osmnáct miliard korun.
Podle kontroly, kterou v roce 2003 ve fondu provedl Nejvyšší kontrolní úřad, vznikla v letech 1997 až 2002 na Fondu národního majetku ztráta přes jednu miliardu korun.